# دون لان
دون لان (بالإنجليزية: Don Lane)‏ هو سياسي أسترالي، ولد في 18 نوفمبر 1935 في توومبا في أستراليا، وتوفي في 11 مارس 1995. حزبياً، نشط في الحزب الوطني الأسترالي في كوينزلاند ‏. وقد انتخب عضو المجلس التشريعي ولاية كوينزلاند عن دائرة Electoral district of Merthyr ‏ (24 يوليو 1971 – 13 مايو 1989).